# Strela (Berg)
Die Strela ⓘ ist ein Berg zwischen den Tourismusorten Davos und Arosa im Kanton Graubünden in der Schweiz mit einer Höhe von 2636 m ü. M.
Benannt ist der Gipfel nach dem Strelapass (belegt 1338 als Strial, Striäl).

## Lage und Umgebung
Die Strela ist eine Graterhebung zwischen dem Strelapass und der Chüpfenflue und gehört zur Strelakette, einem Gebirgszug der Plessuralpen. Über dem Gipfel verläuft die Gemeindegrenze zwischen Davos und Arosa. Die Strela wird im Norden durch das Hochtal Sapün, einen Seitental des Schanfigg, im Südosten durch das Steintälli und im Südwesten durch die Vorder Latschüel (beide Landwassertal) eingefasst. Der Südostgrat trennt die Mulden von Steintälli und Vorder Latschüel. Im Norden fällt das Gelände in eine Steilwand ab, im Südosten ist der Berg grasbewachsen, durchsetzt mit einzelnen Schutt- und Felsenzonen.
Zu den Nachbargipfeln gehören das Haupter Horn, das Schiahorn und die Chüpfenflue.
Talorte sind Davos, Arosa und Langwies.
Am Hang des Strelabergs ist oberhalb von Davos die Schatzalp, die durch den Roman Zauberberg von Thomas Mann bekannt ist.

## Routen zum Gipfel
|  | - Ausgangspunkt: Davos (1560 m), Schatzalp (1861 m), Stn. Höhenweg (2218 m), Weissfluhjoch (2693 m) oder Langwies (1377 m) - Via: Strelapass (2350 m) 1. Von Davos via Schatzalp zum Strelapass 2. Von der Schatzalp via Strelaberg zum Strelapass 3. Von der Stn. Höhenweg via Panoramaweg zum Strelapass 4. Vom Weissfluhjoch via Felsenweg zum Strelapass 5. Von Langwies via Sapün zum Strelapass - Schwierigkeit: T3+, B, bis zum Strelapass als Wanderweg weiss-rot-weiss markiert - Zeitaufwand: 1. 3¼ Stunden von Davos 2. 2¼ Stunden von der Schatzalp 3. 2 Stunden von der Stn. Höhenweg 4. 1¾ Stunden vom Weissfluhjoch 5. 4¼ Stunden von Langwies - Bemerkung: Der Gratweg vom Strelapass zur Strela ist in den Wanderkarten noch aufgeführt, jedoch fehlen Markierungen und Wegweiser. - Ausgangspunkt: Davos (1560 m), Schatzalp (1861 m), Stn. Höhenweg (2218 m), Weissfluhjoch (2693 m), Langwies (1377 m) oder Arosa (1775 m) - Via: Strelasee (2404 m) 1. Von Davos via Schatzalp, Strelapass zum Strelasee 2. Von der Schatzalp via Strelaberg, Strelapass zum Strelasee 3. Von der Stn. Höhenweg via Panoramaweg, Strelapass zum Strelasee 4. Vom Weissfluhjoch via Felsenweg, Strelapass zum Strelasee 5. Von Langwies nach Sapün, dann entweder via Strelapass oder via Tritt, Latschüelfurgga (2409 m) zum Strelasee 6. Von Arosa via Stausee (1606 m), Tieja, Medergen, Tritt, Latschüelfurgga zum Strelasee - Schwierigkeit: T3+, B, bis zum Strelasee als Wanderweg weiss-rot-weiss markiert - Zeitaufwand: 1. 3¼ Stunden von Davos 2. 2¼ Stunden von der Schatzalp 3. 2¼ Stunden von der Stn. Höhenweg 4. 2 Stunden vom Weissfluhjoch 5. 4½ Stunden von Langwies via Strelapass oder 4¾ von Langwies via Latschüelfurgga 6. 5¼ Stunden von Arosa - Bemerkung: Der Gratweg vom Strelasee zur Strela ist in den Wanderkarten noch aufgeführt, jedoch fehlen Markierungen und Wegweiser. - Ausgangspunkt: Chüpfenflue (2658 m) - Via: Verbindungsgrat - Schwierigkeit: T5-T6, WS, I-II - Zeitaufwand: ¾ Stunden - Bemerkung: Je mehr man am Ostgrat der Chüpfenflue in die schuttige Südflanke ausweicht, desto leichter, aber mühsamer wird die Traverse. |

## Galerie

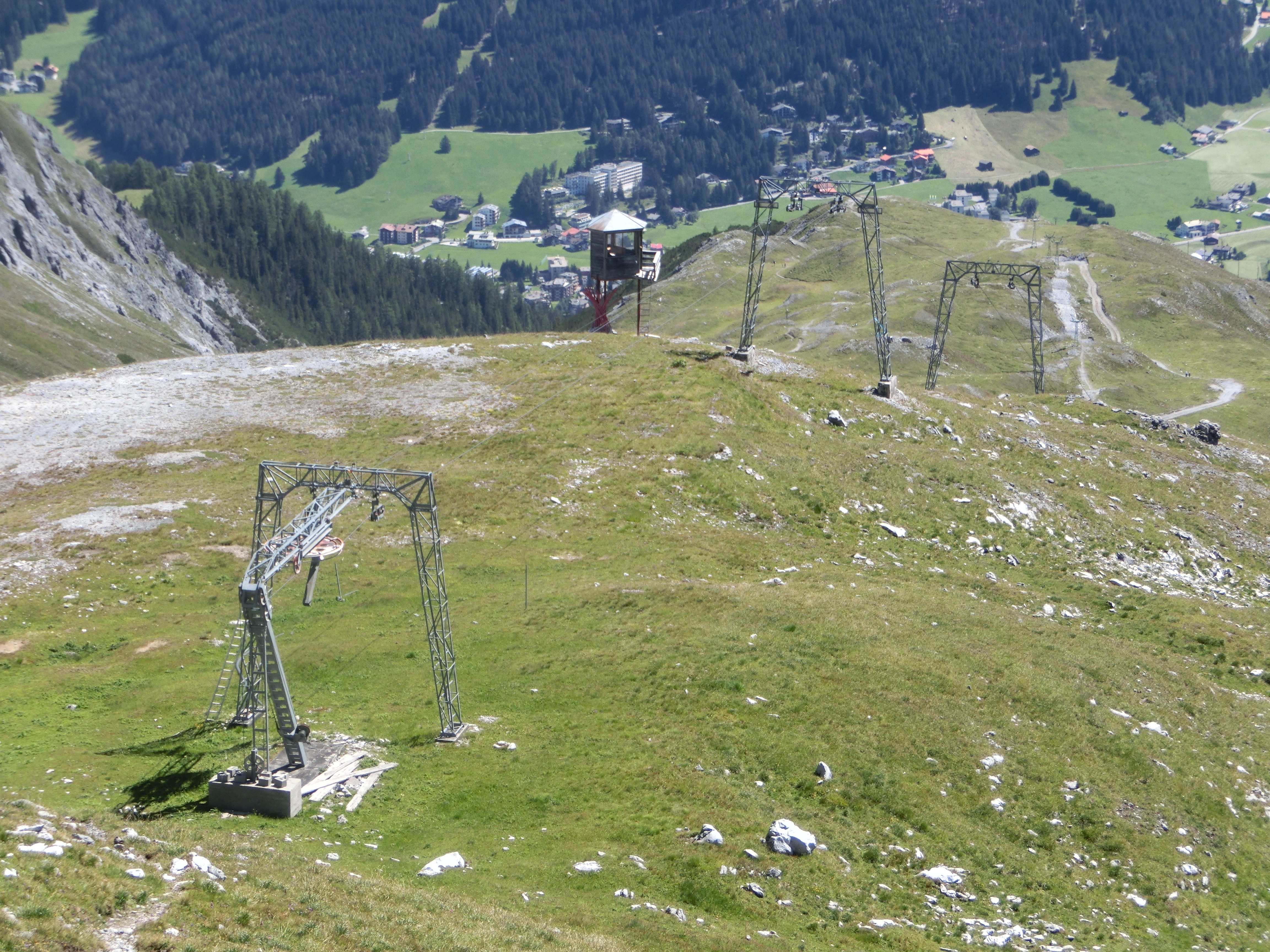
Bergstation im Skigebiet Schatzalp/Strela auf dem Nordostgrat der Strela.
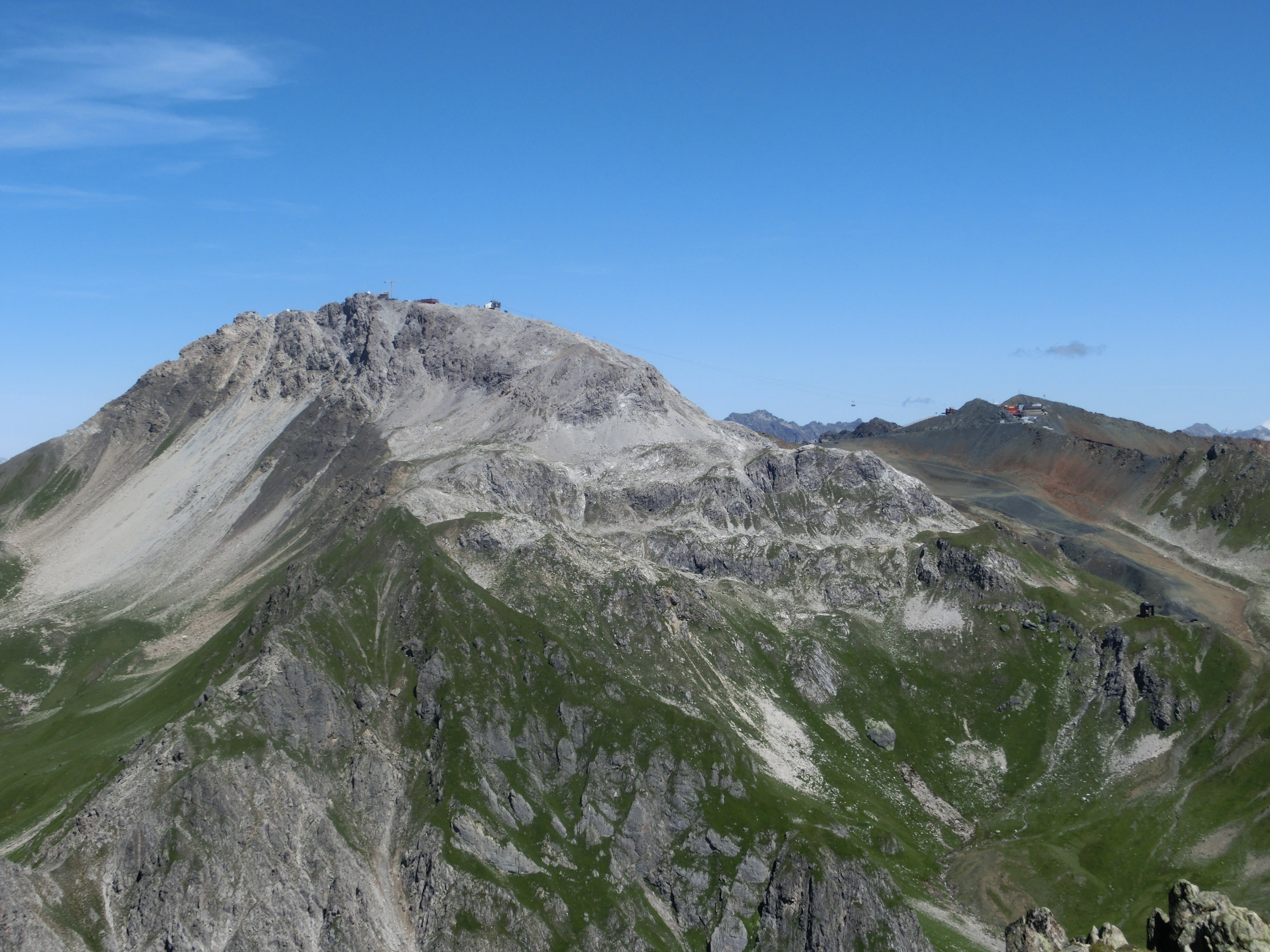
Blick nach Norden zu Weissfluh (links) und Weissfluhjoch (rechts).
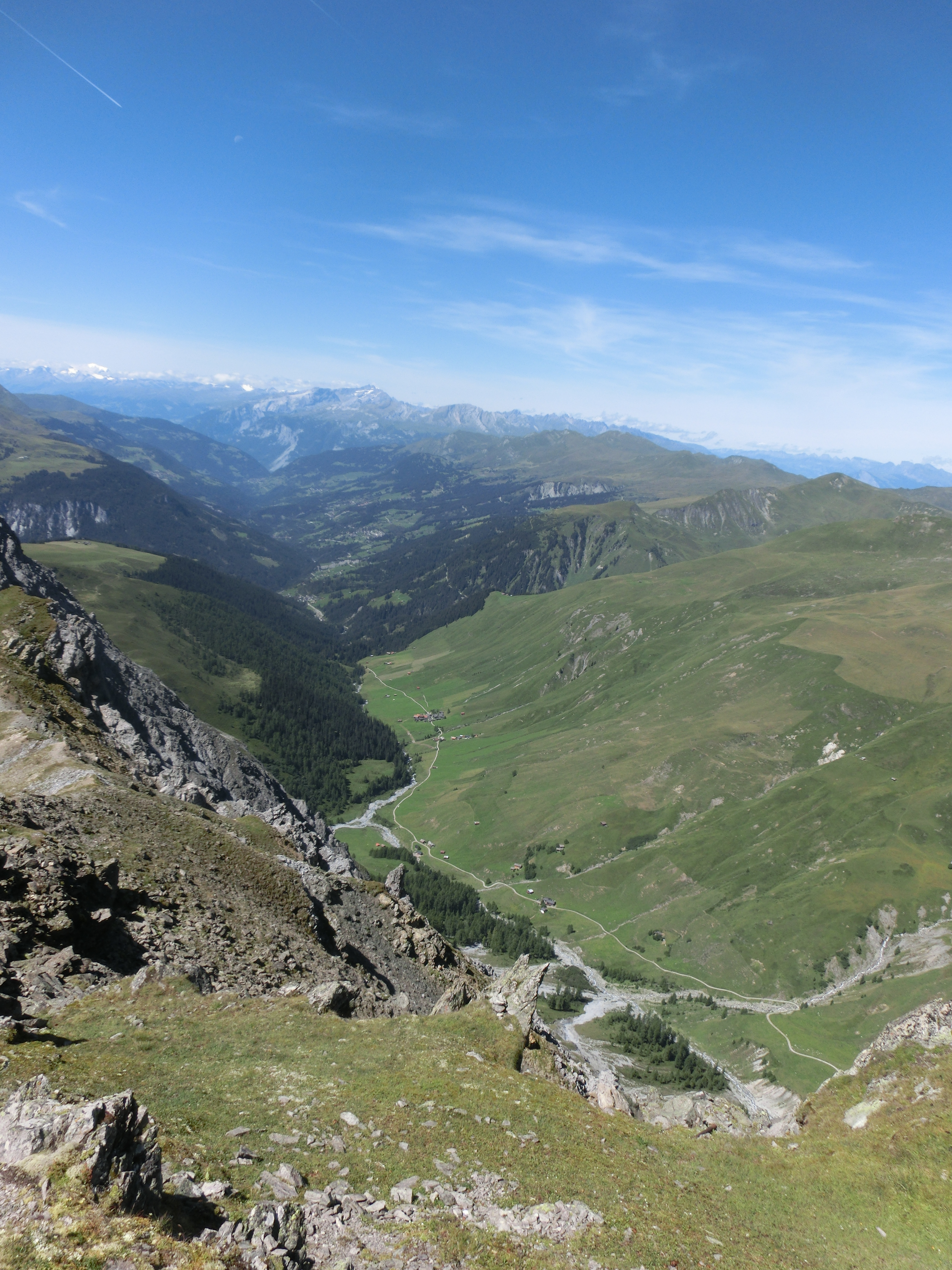
Blick nach Westen (Sapün, Schanfigg, im Hintergrund der Calanda).
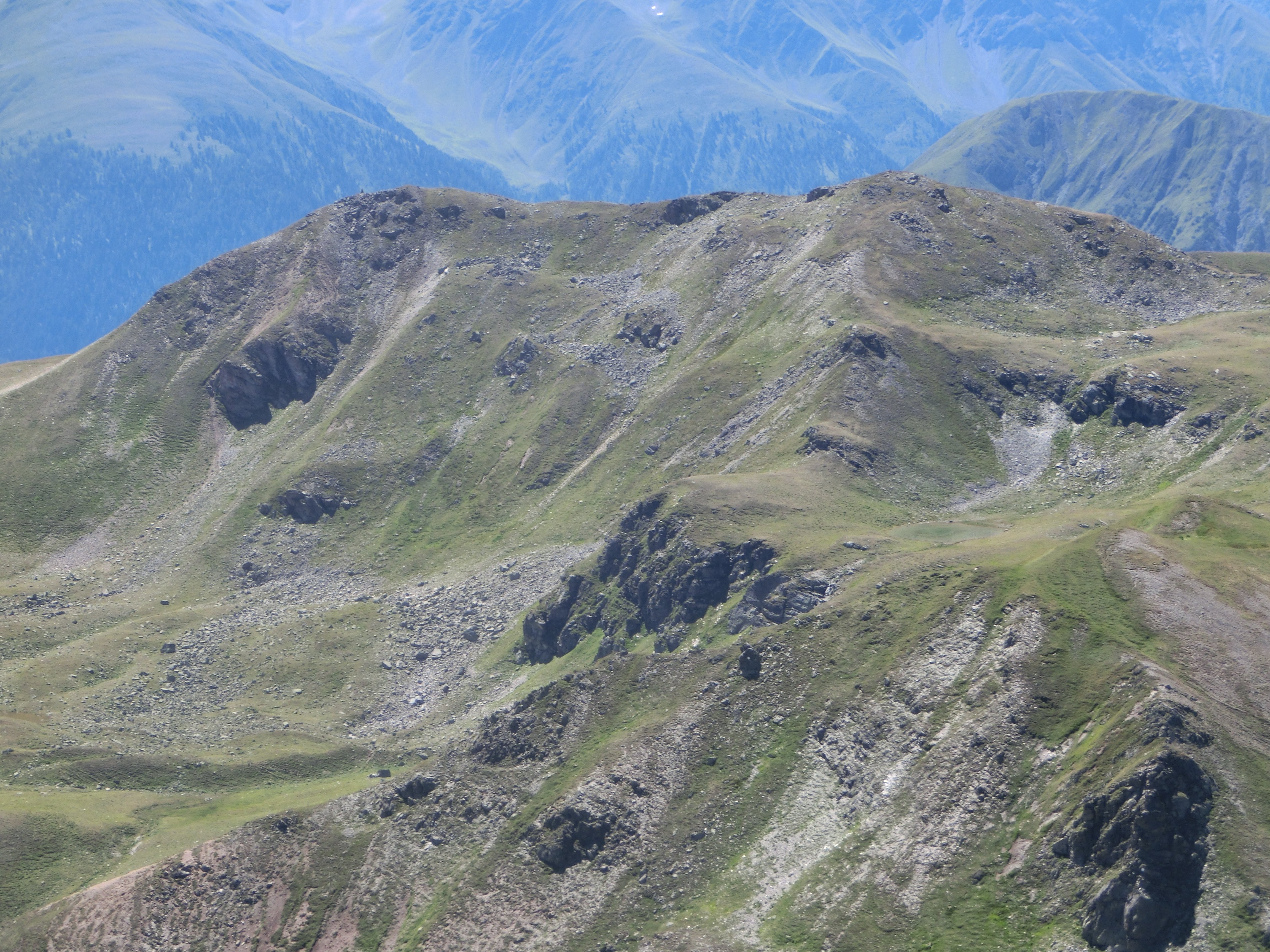
Blick nach Süden zum Hanengretji.
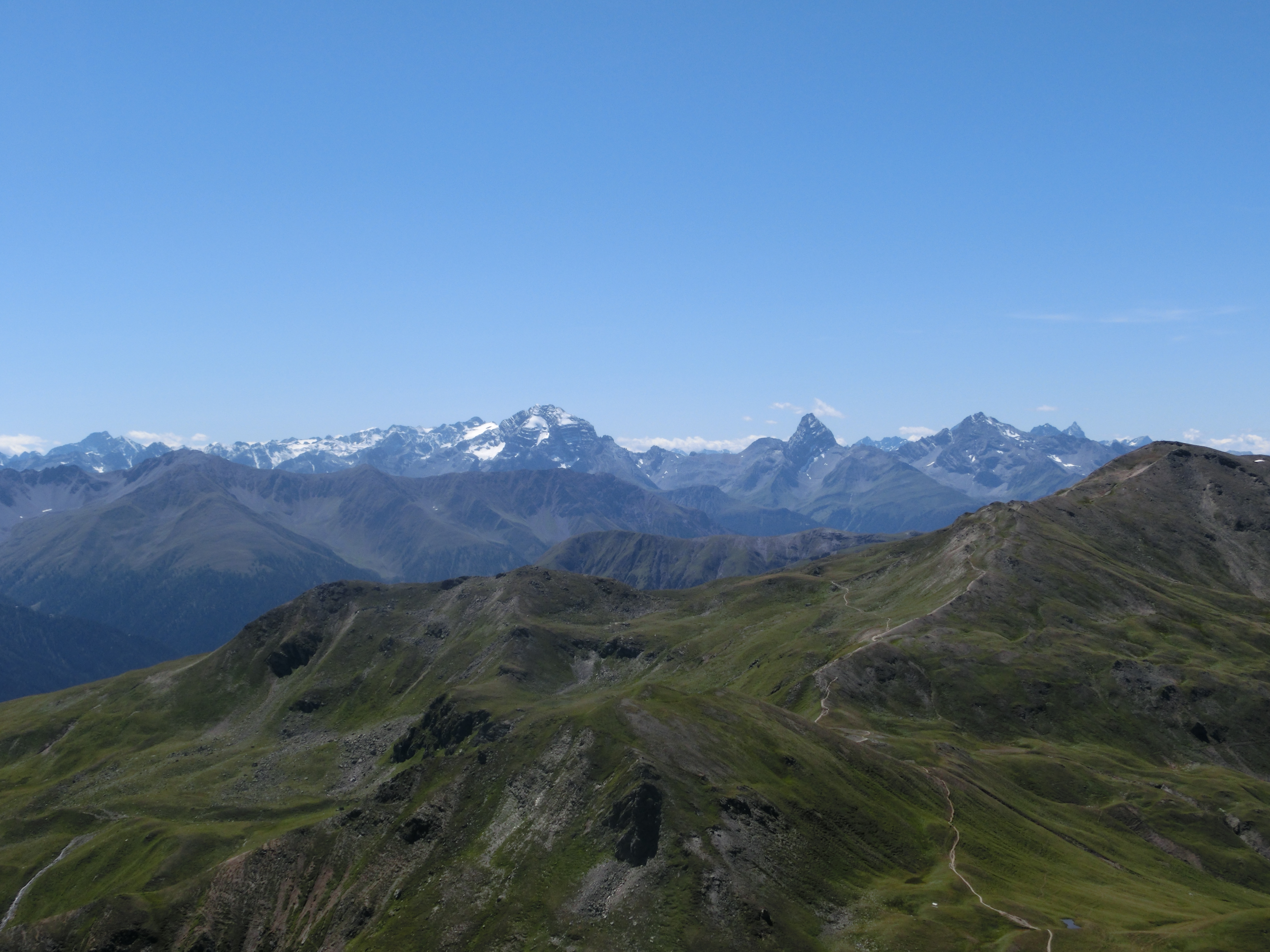
Blick nach Südwesten zu den Bergüner Stöcken (v. l. n. r. Piz Ela, Tinzenhorn und Piz Mitgel).
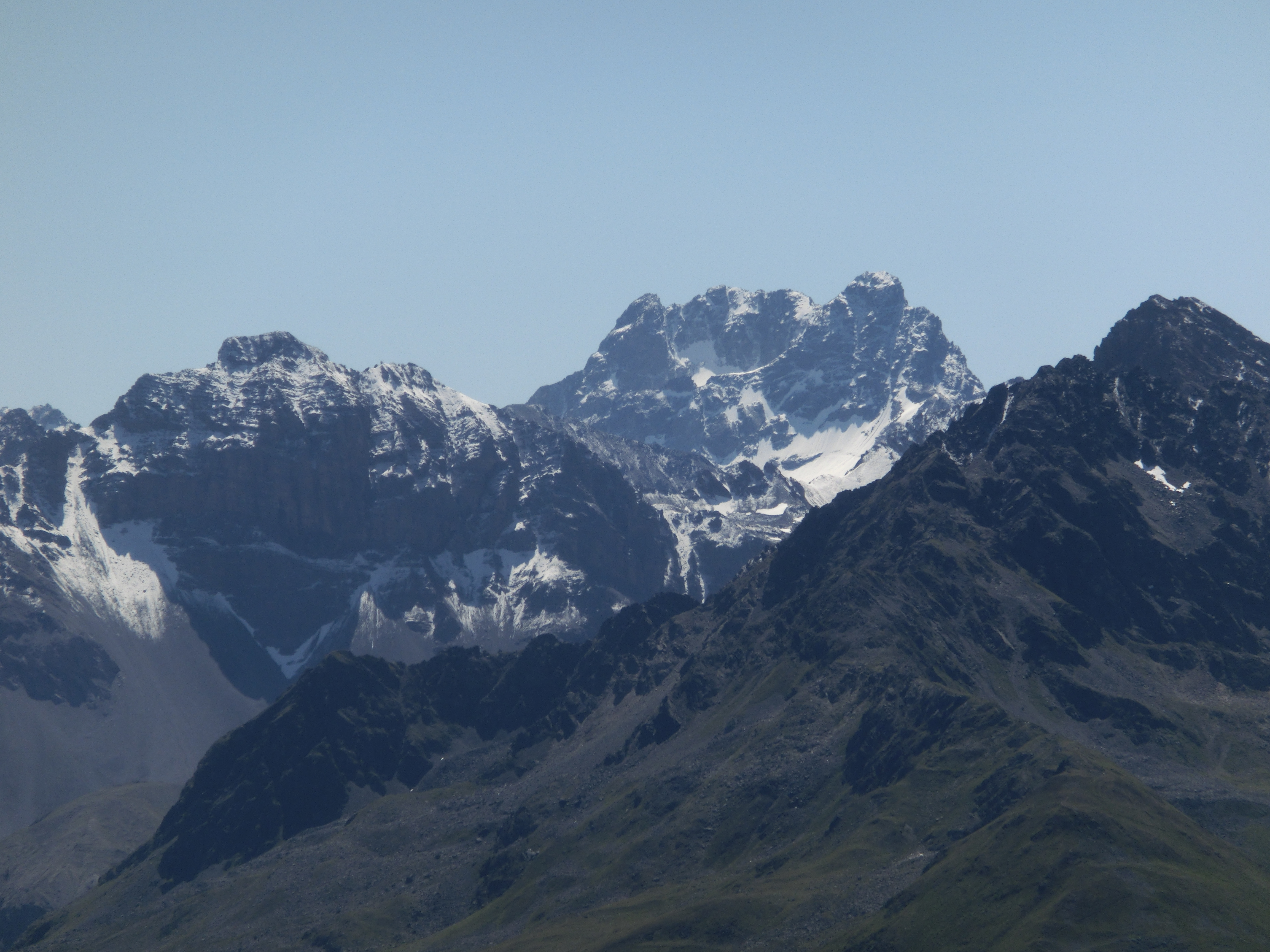
Blick nach Süden zum Piz Kesch.